# Bupleurum flavicans
Bupleurum flavicans là một loài thực vật có hoa trong họ Hoa tán. Loài này được Boiss. & Heldr. mô tả khoa học đầu tiên năm 1859.